# Знание (издательство, Москва)
«Знание» — издательство, работавшее в Москве, в советское время — издательство Всесоюзного общества «Знание». Основано в 1951 году.

## Общая информация
Издательство «Знание» публикует различные научно-популярные книги и брошюры, входящие во множество различных серий книг. В системе Госкомиздата СССР в 1980-х гг. издательство «Знание» входило в главную редакцию общественно-политической литературы. В 1979—1990 гг. показатели издательской деятельности издательства были следующие:
|                                       | 1979     | 1980     | 1981     | 1985     | 1987    | 1988     | 1989     | 1990     |
| ------------------------------------- | -------- | -------- | -------- | -------- | ------- | -------- | -------- | -------- |
| Кол-во книг и брошюр, печатных единиц | 605      | 629      | 631      | 613      | 622     | 598      | 581      | 550      |
| Тираж, млн экз.                       | 43,2561  | 44,308   | 44,423   | 50,0938  | 54,8572 | 49,0634  | 109,3011 | 120,454  |
| Печатных листов-оттисков, млн         | 178,8297 | 188,8101 | 181,0988 | 206,3424 | 247,48  | 246,4128 | 508,1493 | 570,9958 |

Печатная продукция издательства в 1986 году включала 663 книги общим тиражом 57 100 000 экземпляров. К началу 1990-х в издательстве выходило 37 подписных серий и факультетов с числом подписчиков более 10 млн человек.
Издательство выпускало научно-популярные журналы «Знание — сила», «Наука и религия», «Слово лектора».

## Серии книг
- «Творцы науки и техники»
- «Жизнь замечательных идей»
- «Библиотека "Знание"»
- «Переводная научно-популярная литература»

### Ежегодники
- «Будущее науки. Перспективы. Гипотезы. Нерешенные проблемы» (с 1966 года)
- Наука и человечество (с 1962 года, регулярно) — международный
- «Наука сегодня» (с 1973 года)

### «Народный Университет»
- «Технико-экономический факультет»
- «Факультет здоровья»
- «Естественнонаучный факультет»
- «Факультет правовых знаний»
- «Педагогический факультет»
- «Факультет литературы и искусства»
- «Факультет „Наука в твоей профессии“»
- «Факультет „Человек и природа“». Выходил ежемесячно с 1975 года.

### «Библиотечка сельского лектора»
Серия книг, выходившая в 1957—1960 годах. По сути стала предвестницей появления серии «Новое в жизни, науке, технике». В 1960 году в рамках этой серии имела подзаголовок «Серия 12». Но в 1961 году он был переадресован новой серии «Геология и география».

### «Новое в жизни, науке, технике»
С 1959 года издательство выпускало серии книг (с 1962 года подписных изданий) под общим названием «Новое в жизни, науке, технике» (37 серий).